# Griffu (bande dessinée)
Griffu est une bande dessinée policière écrite par Jean-Patrick Manchette, dessinée par Jacques Tardi et publiée dans l'hebdomadaire français BD d'octobre 1977 à avril 1978.
Située à la fin des années 1970, elle met en scène Griffu, un détective privé, confronté aux actes délictueux d'un député féru de spéculation immobilière. Publié quelques années avant que Tardi ne commence son adaptation de Nestor Burma, Griffu est selon l'encyclopédiste Patrick Gaumer « l'une des meilleures bandes dessinées politico-policières des années 1970 ».